# Łuskwiak podlaski
Łuskwiak podlaski (Pholiota mixta (Fr.) Kuyper & Tjall.-Beuk.) – gatunek grzybów należący do rodziny pierścieniakowatych (Strophariaceae).

## Systematyka i nazewnictwo
Pozycja w klasyfikacji według Index Fungorum: Pholiota, Strophariaceae, Agaricales, Agaricomycetidae, Agaricomycetes, Agaricomycotina, Basidiomycota, Fungi.
Po raz pierwszy takson ten zdiagnozował w 1838 r. Elias Fries nadając mu nazwę Agaricus mixtus. Obecną, uznaną przez Index Fungorum nazwę nadali mu w 1986 r. Kuyper i Tjall.-Beuk.
Synonimy:

- Agaricus fusus var. filius Fr. 1878
- Agaricus mixtus Fr. 1838
- Flammula filia (Fr.) Massee 1893
- Flammula fusa subsp. filia (Fr.) Sacc. 1887
- Flammula fusa var. filia (Fr.) Sacc. 1910
- Flammula mixta (Fr.) Sacc. 1887
- Pholiota filia (Fr.) P.D. Orton 1977
- Pholiota mixta f. xanthophaea (P.D. Orton) Holec 2001
- Pholiota xanthophaea P.D. Orton1988[2].

Nazwę polską zaproponował Władysław Wojewoda w 2003 r.

## Morfologia
Kapelusz
Średnica 1,5–6 cm. Powierzchnia gładka, lepka, na środku od brązowej do pomarańczowobrązowej, przy brzegu jaśniejsza – beżowa.
Blaszki
Przyrośnięte.
Trzon
Wysokość 3–7 cm, grubość 0,3–1 cm, cylindryczny, prosty. Powierzchnia od białawej do lekko żółtawej, w kierunku podstawy rdzawobrązowa. Występuje nietrwała strefa pierścieniowa.
Miąższ
O niewyraźnym zapachu i smaku.
Cechy mikroskopowe
Wysyp zarodników rdzawobrązowy. Zarodniki elipsoidalne lub jajowate, 6–8,5 × 3,5–4,5 μm. Cystydy liczne, wrzecionowate lub butelkowate z długą szyjką. Ich zawartość często jest wybarwiona na żółto.

## Występowanie i siedlisko
Najliczniejsze jego stanowiska podano w Europie. Ponadto na pojedynczych stanowiskach notowany w Kanadzie i Rosji. W piśmiennictwie naukowym na terenie Polski do 2003 r. podano jedno tylko stanowisko i to już historyczne (Międzyrzec Podlaski, 1903). Nowsze stanowiska (i to dość liczne) podaje internetowy atlas grzybów. Łuskwiak podlaski jest w nim zaliczony do gatunków zagrożonych i wartych objęcia ochroną.
Saprotrof rozwijający się na ziemi i na ściółce w lasach iglastych i mieszanych, zwłaszcza na glebach piaszczystych i kwaśnych, czasem na resztkach gałęzi.